# Euagathis ecostata
Euagathis ecostata är en stekelart som beskrevs av Szepligeti 1914. Euagathis ecostata ingår i släktet Euagathis och familjen bracksteklar. Inga underarter finns listade i Catalogue of Life.